# Albert Clément
Albert Clément, francoski dirkač, * 7. julij 1883, Pariz, Francija, † 17. maj 1907, Dieppe, Francija.
Albert Clément se je rodil 7. julija 1883 v Parizu, njegov oče Gustave Adolphe Clément je bil soustanovitelj in solastnik avtomobilske družbe Clément-Bayard. Albert Clément se je prve pomembnejše dirke udeležil v sezoni 1899, ko je na dirki Champigny-St.Germain zasedel solidno sedmo mesto. Njegova daleč najuspešnejša sezona je bila sezona 1904, ko je dosegel svojo prvo zmago na Dirki po Ardenih v razredu Voiturette, v absolutnem razredu pa je bil tretji, še drugo tretje mesto pa je dosegel na ameriški dirki Vanderbilt Cup. V sezoni 1906 je dosegel tretje mesto na dirki za Veliko nagrado Francije, šesto mesto na Dirki po Ardenih in četrto mesto na dirki Vanderbilt Cup. Takrat je bil triindvajsetletni Albert Clément eden najpopularnejših francoskih dirkačev in eden najobetavnejših mladih dirkačev na svetu, toda 17. maja 1907 se je smrtno ponesrečil na enem izmed treningov pred dirko za Veliko nagrado Francije v Dieppu. V enem izmed ostrih ovinkov ga je vrglo iz dirkalnika, vzrok smrti pa je bila huda poškodba lobanje.